# Silmido
Silmido là một hòn đảo nhỏ nằm ở bờ biển phía Tây của Hàn Quốc, thuộc thành phố Incheon. Hòn đảo này trở nên nổi tiếng vì liên quan đến một sự kiện lịch sử bí mật của Hàn Quốc vào những năm 1960.

## Sự kiện lịch sử trên đảo Silmido
Vào năm 1968, chính phủ Hàn Quốc, dưới thời Tổng thống Park Chung-hee, đã thành lập một đơn vị đặc nhiệm gồm 31 người, gọi là Đội 684. Nhóm này được tuyển chọn từ các tù nhân hoặc những người có hoàn cảnh đặc biệt, huấn luyện trên đảo Silmido với mục tiêu xâm nhập vào Triều Tiên và ám sát lãnh đạo Kim Nhật Thành để trả đũa cuộc tấn công của biệt kích Triều Tiên vào Nhà Xanh (Dinh Tổng thống Hàn Quốc).
Tuy nhiên, nhiệm vụ này không bao giờ được thực hiện. Sau nhiều năm bị giam giữ trong điều kiện khắc nghiệt và không có tương lai rõ ràng. Vào năm 1971, nhóm lính biệt kích đã nổi dậy, giết chết huấn luyện viên của họ và trốn khỏi đảo. Họ tiến vào Seoul nhưng bị quân đội Hàn Quốc chặn lại. Cuối cùng, hầu hết thành viên của Đội 684 bị tiêu diệt hoặc bị bắt và sau đó bị xử tử.

## Hòn đảo ngày nay
Sau khi vụ việc bị phanh phui, chính phủ Hàn Quốc đã cố gắng che giấu sự kiện này trong nhiều thập kỷ. Đảo Silmido bị bỏ hoang trong một thời gian dài. Tuy nhiên, sau khi bộ phim "Silmido" (2003) ra mắt và trở thành một cú hit lớn ở Hàn Quốc, câu chuyện về Đội 684 mới thực sự được công chúng biết đến rộng rãi. Ngày nay, hòn đảo chủ yếu được biết đến như một điểm du lịch, nhưng vẫn mang dấu ấn của quá khứ đen tối.
Hiện nay, Silmido được coi là một điểm du lịch thú vị, nhưng vẫn mang trong mình những bí mật và bí ẩn lịch sử đau thương.
1. ↑  thanhnien.vn (ngày 19 tháng 2 năm 2004). "Sự kiện Silmido hay cuộc chiến tình báo bí mật chống CHDCND Triều Tiên". thanhnien.vn. Truy cập ngày 24 tháng 2 năm 2025.